# 吉兰·贝瑞
吉兰·贝瑞（英語：Gillain Berry，1988年8月—）是一个名牙买加 - 阿鲁巴模特兒。2010年12月4日她贏得2010年阿鲁巴小姐的頭銜。贝瑞代表她的国家參與2011年度環球小姐比賽和2011年世界小姐比赛。

## 早期生活
參與2010年阿鲁巴小姐比賽前贝瑞是一名專業模特兒。她經常出现在当地电视广告和杂志广告上。她打算在阿鲁巴大学（University of Aruba）念學士課程。她會說流利的英语和帕皮阿门托语。為了保持身材，贝瑞不吃任何快餐，每日三餐都吃三文魚以及蔬菜。

## 阿鲁巴小姐
贝瑞身高高。2010年12月4日參與2010年阿鲁巴小姐比赛，并赢得了冠军。 贝瑞也获得代表阿魯巴參與2011年度環球小姐比賽以及2011年世界小姐的資格。

## 2011年度環球小姐比賽
贝瑞參與了2011年度環球小姐比賽走猫步時候不幸跌倒，最後在外圍賽中被淘汰。巴西網站的論壇一個名叫“2011世界小姐”（Miss Universo 2011）的討論串理頭貼滿了包括贝瑞以及其他七名來自非洲的候選人照片。裏頭網民嘲笑他們皮膚焦黑、並且充滿歧視非洲裔以及混血兒的言論。網頁最後將發言的網民的資料交給警方以便調查。

## 外部聯接
- 阿鲁巴小姐官方网站

| 奖项与成就           | 奖项与成就      | 奖项与成就           |
| -------------------- | --------------- | -------------------- |
| 前任者： 普里西拉·李 | 阿鲁巴小姐 2010 | 繼任者： 丽莎·赫尔德 |